# Detlef Baer
Detlef Baer (* 28. September 1955 in West-Berlin) ist ein deutscher Politiker (SPD), Funktionär des Deutschen Gewerkschaftsbundes (DGB) und war von 2009 bis 2014 und von 2018 bis 2019 Mitglied des Landtages Brandenburg.

## Leben und Beruf
Baer absolvierte in den Jahren 1973 bis 1976 eine Berufsausbildung zum Fernmeldehandwerker. In diesem Beruf arbeitete er dann bis 1985 bei der Deutschen Bundespost und war dort auch Betriebsrat. Ab 1986 war er als Angestellter im technischen Dienst der Deutschen Bundespost tätig, bevor er von 1987 bis 1990 Angestellter der Deutschen Postgewerkschaft in Berlin wurde. Von 1990 bis 1992 fungierte er als Organisationssekretär beim DGB in Potsdam und war dort anschließend bis 2001 der Kreisvorsitzende. Seit 2001 ist er Regionsvorsitzender des DGB Mark Brandenburg.
Baer ist verheiratet.

## Politik
Er ist seit 1976 Mitglied der SPD. Bei den Landtagswahlen im September 2009 zog er über die Landesliste seiner Partei in den Landtag Brandenburg ein. Er war Mitglied im Ausschuss für Arbeit, Soziales, Frauen und Familie und Arbeitsmarktpolitischer Sprecher seiner Fraktion. Dem im Jahr 2014 gewählten Landtag gehört er nicht mehr an. Er rückte Anfang Februar 2018 für den Abgeordneten Thomas Günther in den Landtag nach, der sein Mandat niedergelegt hatte, weil er zum Bürgermeister von Hennigsdorf gewählt wurde. Er war Mitglied in den Ausschüssen Petitionen, Bildung, Jugend und Sport, sowie Wirtschaft und Energie.